# Pfarrhaus (Villenbach)

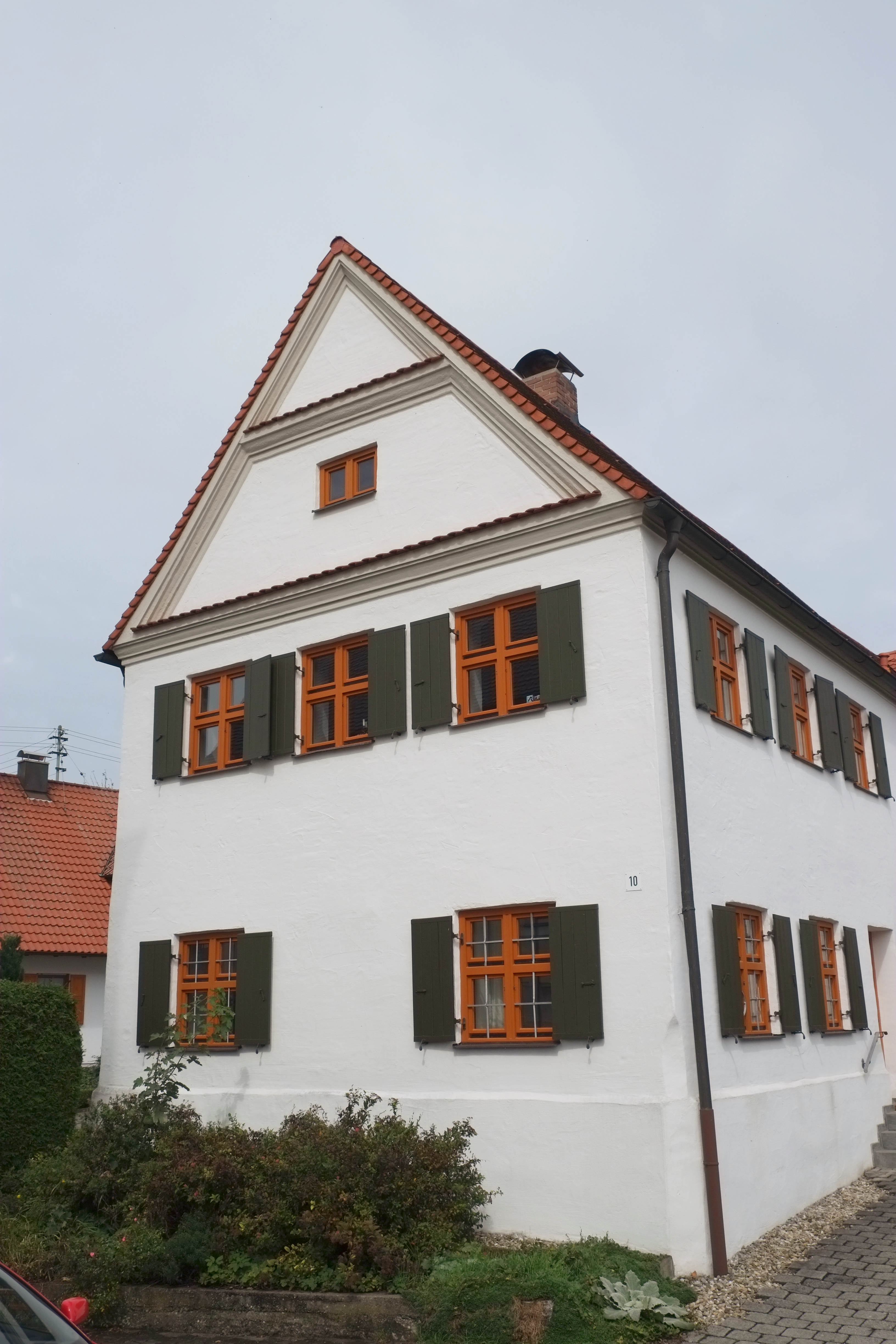
Pfarrhaus in Villenbach

Das Pfarrhaus in Villenbach, einer Gemeinde im Landkreis Dillingen an der Donau im bayerischen Regierungsbezirk Schwaben, wurde 1715 errichtet. Das Pfarrhaus an der Hauptstraße 10 ist ein geschütztes Baudenkmal.
Der zweigeschossige Massivbau mit Profilbändern am Giebel wird von einem Satteldach gedeckt.